# Room Full of Roses
«Room Full of Roses» es una canción escrita por Tim Spencer y originalmente interpretada por George Morgan en 1949. La versión más conocida de la canción es una grabación por el músico estadounidense Mickey Gilley. Se lanzó en abril de 1974 como sencillo principal de su álbum de estudio Room Full of Roses.

## Recepción de la crítica
Un escritor no especificado de la revista Billboard escribió: “Mickey canta dos canciones antiguas y les ofrece un trato nuevo y excelente. Está todo excelentemente hecho”.

## Lista de canciones
7-inch single – Astro 10003
1. «Room Full of Roses» – 2:46
2. «She Called Me Baby» – 2:11

## Posicionamiento

### Gráfica semanal
| Gráfica (1974)                                      | Pico de posición |
| --------------------------------------------------- | ---------------- |
| Canadá (RPM Country Playlist)                       | 6                |
| Estados Unidos (Billboard Hot 100)                  | 50               |
| Estados Unidos (Billboard Hot Country Singles)      | 1                |
| Estados Unidos (Cash Box Top 100 Singles)           | 61               |
| Estados Unidos (Cash Box Country Top 75)            | 1                |
| Estados Unidos (Record World Country Singles Chart) | 1                |

### Gráfica de fin de año
| Gráfica (1974)                                 | Pico de posición |
| ---------------------------------------------- | ---------------- |
| Estados Unidos (Billboard Hot Country Singles) | 28               |
| Estados Unidos (Cash Box Country Top 75)       | 66               |